# Grandi bugie tra amici
Grandi bugie tra amici (Nous finirons ensemble) è un film del 2019 scritto e diretto da Guillaume Canet. Il film è stato distribuito in Francia il 1º maggio 2019.
È il sequel di Piccole bugie tra amici, girato nel 2010 dallo stesso Guillaume Canet.

## Trama
Una compagnia di amici che, dopo l'ultima vacanza passata insieme in concomitanza con la morte del loro amico Ludo, non s’incontrava più da diversi anni, decide di festeggiare il più anziano di loro, Max (François Cluzet), che compie sessant’anni, andandolo a trovare senza invito, per fargli una sorpresa, nella sua bella villa al mare, densa di ricordi per tutti loro: una casa da sogno a Cap Ferret, nel dipartimento della Gironda. Sulla scena si muovono degli eterni Peter Pan con i loro dissidi stratificati, con i segreti sotterrati da tempo, e oggi più che l’amore e i tradimenti, le loro preoccupazioni sono la paura del fallimento economico. Il più misurato è il possente Jean-Louis, saggio e di poche parole. Max invece è in fase di depressione al punto da non voler raccontare a nessuno dei suoi disastri finanziari dovuti ad investimenti sbagliati, tanto da fingere di poter pagare, come un tempo, il ristorante a tutti. L’uomo oggi deve decidere se vendere o no la villa al mare per pagare i debiti verso le banche che gli hanno fatto credito e, pieno di vergogna, mantiene su questo il più stretto segreto perché il separarsi da tale luogo di memorie e distinzione, gli costa un grande dolore. Alla fine Max, vedendo Ludo (l'amico morto nove anni prima) che gli dice di non vendere la casa dove diversi anni prima avevano passato le vacanze insieme agli altri amici della compagnia,  decide di non vendere più e, dopo aver mandato via l'agente immobiliare e gli acquirenti, richiama gli amici, appena ripartiti, per continuare insieme la vacanza.